# Сен-Мартен-дю-Мон (Кот-д’Ор)
Сен-Марте́н-дю-Мон (фр. Saint-Martin-du-Mont) — коммуна во Франции, находится в регионе Бургундия. Департамент коммуны — Кот-д’Ор. Входит в состав кантона Сен-Сен-л’Аббеи. Округ коммуны — Дижон.
Код INSEE коммуны — 21561.

## Население
Население коммуны на 2010 год составляло 451 человек.
| 1962 | 1968 | 1975 | 1982 | 1990 | 1999 | 2010 |
| ---- | ---- | ---- | ---- | ---- | ---- | ---- |
| 306  | 305  | 262  | 285  | 332  | 354  | 451  |

## Экономика
В 2010 году среди 281 человека трудоспособного возраста (15—64 лет) 223 были экономически активными, 58 — неактивными (показатель активности — 79,4 %, в 1999 году было 70,4 %). Из 223 активных жителей работали 214 человек (105 мужчин и 109 женщин), безработных было 9 (7 мужчин и 2 женщины). Среди 58 неактивных 22 человека были учениками или студентами, 24 — пенсионерами, 12 были неактивными по другим причинам.